# ديبي لوب
ديبي لوب (بالإنجليزية: Debbie Loeb)‏ هي مغنية ومغنية مؤلفة وملحنة وممثلة أمريكية، ولدت في 19 سبتمبر 1970.

## وصلات خارجية
- ديبي لوب على موقع ميوزك برينز (الإنجليزية)
- ديبي لوب على موقع ديسكوغز (الإنجليزية)